# Nuevo Tiempo
Nuevo Tiempo Chile es un canal de televisión privado y estación radial chilena, que forma parte de la red Hope Channel. Actualmente transmite en Antofagasta, Viña del Mar y Valparaíso, Santiago, Concepción y Talcahuano, Chillán, Los Ángeles y Temuco. El canal es operado por la Iglesia Adventista del Séptimo Día. Su estación original perteneció a la Universidad Adventista de Chile (UNACH).
Su programación consta tanto de programas de actualidad, programas interactivos con los televidentes y cursos sobre la Biblia (tanto para niños como para adultos). La radio Nuevo Tiempo tiene variados programas relacionados con la familia, la vida espiritual, noticias, música cristiana y es una de las radioemisoras religiosas más extendidas de Chile.
El 30 de septiembre de 2022, ingresó la señal de Nuevo Tiempo a DirecTV a través del canal 356 (en Latinoamérica únicamente). En paralelo, la señal está en conversaciones con otros cableoperadores como Entel, Movistar y Claro, para su posible arribo tanto en SD como en HD. Sin embargo aún no han manifestado una respuesta positiva de ingresar la señal a sus respectivas grillas de canales.
El 6 de enero de 2024, a las 00:00 hrs., Radio Nuevo Tiempo inicia sus transmisiones en Santiago, ahora por FM a través de la frecuencia 96.5 MHz (ex-Inicia Radio) y también a través del canal 670 (con D-Box) de la cableoperadora VTR.

## Expansión
- El 26 de octubre de 2024 llega a Antofagasta, a través de la frecuencia 100.9 MHz.

## Frecuencias anteriores
- 93.9 MHz (La Serena/Coquimbo); hoy frecuencia sin uso.
- 106.7 MHz (Illapel).
- 94.5 MHz (Villa Alemana); hoy Radio Bío-Bío en el Gran Valparaíso, sin relación con Red Nuevo Tiempo de Comunicación.
- 97.1 MHz (San Antonio).
- 106.9 MHz (Chillán); hoy Radio Universidad Adventista de Chile.
- 99.1 MHz (Los Ángeles).
- 107.1 MHz (Curanilahue).
- 100.1 MHz (Temuco) y 104.3 MHz.
- 105.9 MHz (Villarrica/Pucón); hoy frecuencia sin uso.
- 88.5 MHz (Coyhaique).

## Logotipos

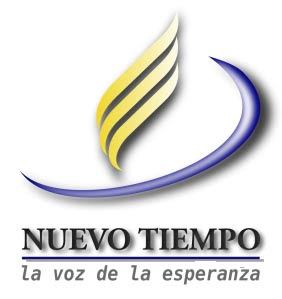
Logo 2003-2011
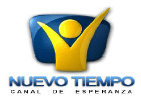
2011-2015
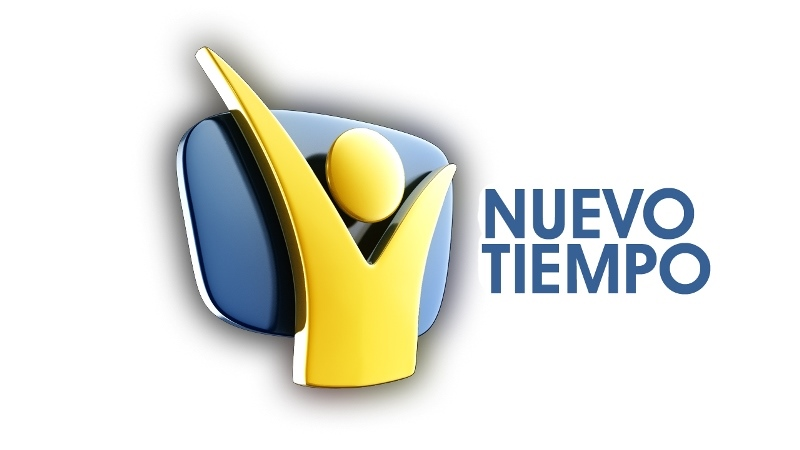
2012-2015 (provisorio)
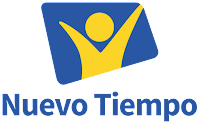
2015-presente